# Mezinárodní pravidla zoologické nomenklatury
Mezinárodní pravidla zoologické nomenklatury, také Mezinárodní kód zoologické nomenklatury (MKZN, francouzsky Regles internationales de la Nomenclature zoologique, anglicky International Code of Zoological Nomenclature – ICZN), je sada zoologických pravidel pro klasifikaci živočichů podle taxonomických kategorií. Pravidla jsou návodem k nomenklatuře živočichů. Vydává je Mezinárodní komise pro zoologickou nomenklaturu (anglicky: International Commission on Zoological Nomenclature (ICZN)).
Pravidla tvoří Preambule, 18 kapitol (90 článků) a terminologický slovník. Doplňky jsou etický kodex, všeobecná doporučení a stanovy Mezinárodní komise pro zoologickou nomenklaturu.

## Historie
- Regles internationales de la Nomenclature zoologique
  - (1905) – původní vydání pravidel

- International Code of Zoological Nomenclature
  - (1961) – 1. vydání
  - (1962) – 1. vydání, český překlad
  - (1964) – 2. vydání
  - (1985) – 3. vydání
  - (1989) – 3. vydání, český překlad
  - (1999) – 4. vydání, platí od 1. 1. 2000
  - (2003) – 4. vydání, český překlad

## Některé termíny z pravidel
```
díla týkající se živočichů
  │
  ├── 
neuveřejněné dílo

  │
  └── 
uveřejněné dílo

        │
        ├── 
potlačené dílo

        │
        ├── 
nepoužitelné dílo

        │
        └── 
použitelné dílo

              │
              ├── 
nomenklatorický čin

              │     ├── 
platný

              │     ├── neplatný
              │     └── potlačený
              │
              └── 
jméno

                    │
                    ├── 
národní jméno

                    │
                    └── 
vědecké jméno

                          │
                          ├── vyloučené jméno (podle článku 1)
                          │
                          ├── nepoužitelné jméno
                          │     │
                          │     └── (zařadit sem ???) 
nomen nudum

                          │
                          └── použitelné jméno
                                │
                                ├── (zařadit sem ???) 
substituční jméno
 (substitute name)
                                │
                                ├── objektivně neplatné jméno
                                │      │
                                │      ├── mladší objektivní 
synonymum

                                │      ├── mladší 
homonymum
 (ve skupinách rodu a čeledi; primární homonyma ve skupině druhu)
                                │      ├── „částečně“ potlačené jméno (použitelné pouze pro homonymii)
                                │      └── „plně“ potlačené jméno
                                │
                                └── potenciálně platné jméno
                                       │
                                       ├── 
platné jméno

                                       │
                                       └── subjektivně neplatné jméno
                                             │
                                             ├── mladší subjektivní 
synonymum

                                             ├── 
nomen dubium

                                             ├── mladší sekundární 
homonymum
 (ve skupině druhu)
                                             └── „podmínečně“ potlačené jméno
```